# Каптырево
Каптырево — село в Шушенском районе Красноярского края. Административный центр Каптыревского сельсовета.

## География
Село находится на правом берегу протоки Каптыревской реки Енисей, при автодороге 04К-991. Абсолютная высота — 284 м над уровнем моря.
Климат
Климат характеризуется как резко континентальный, с продолжительной морозной зимой и коротким тёплым летом. Средняя температура воздуха самого тёплого месяца (июля) составляет 20 °C; самого холодного (января) — −20 °C. Среднегодовое количество атмосферных осадков составляет 500 мм. Безморозный период в среднем длится 115 дней.

## История
Основано в 1790 году. В 1926 году в селе имелось 525 хозяйств и проживало 2557 человек (1251 мужчина и 1306 женщин). В национальном составе населения того периода преобладали русские. Действовали школа I ступени, изба-читальня, кредитное товарищество и лавка общества потребителей. В административном отношении являлось центром Каптыревского сельсовета Ермаковского района Минусинского округа Сибирского края.

## Население
| 2010 |
| ---- |
| 1812 |

Половой состав
По данным Всероссийской переписи населения 2010 года, в гендерной структуре населения мужчины составляли 46,5 %, женщины — соответственно 53,5 %.
Национальный состав
Согласно результатам переписи 2002 года, в национальной структуре населения русские составляли 97 % из 2014 чел.

## Улицы
| - ул. Большая, - ул. Весенняя, - ул. Высоцкого, - ул. Дорожная, - ул. Зелёная, | - ул. Зои Космодемьянской, - ул. Капкова, - ул. Карла Маркса, - ул. Красных Партизан, - пер. Кузнечный, | - ул. Ленина, - ул. Малая, - пер. Малый, - ул. Мира, - ул. Молодёжная, | - ул. Новая, - ул. Октябрьская, - ул. Олега Кошевого, - ул. Островского, - ул. Победы, | - ул. Полевая, - ул. Сергея Лазо, - ул. Солнечная, - ул. Тихая, - ул. Школьная. |